# برونو کپوس
برونو کپوس (انگلیسی: Bruno Campos؛ زادهٔ ۳ دسامبر ۱۹۷۳) هنرپیشه برزیلی-آمریکایی است. از فیلم‌هایی که وی در آن نقش داشته است، می‌توان به انیمیشن شاهدخت و قورباغه اشاره کرد.